# 여수 이량 장군 방왜축제비
여수 이량 장군 방왜축제비(麗水 李良 將軍 防倭築堤碑)는 대한민국 전라남도 여수시 군자동, 여수 진남관내에 있는, 조선시대 전라좌수사를 지낸 이량 장군이 왜구의 침입을 방지하기 위해 쌓은 방왜축제(수중성)를 기념하기 위해 후대에 세운 비이다. 2003년 10월 4일 전라남도의 문화재자료 제240호로 지정되었다.

## 개요
이량장군방왜축제비는 전라좌수사를 지낸 이량 장군이 왜구의 침입을 방지하기 위해 쌓은 방왜축제(수중성)를 기념하기 위해 후대에 세운 비이다.
이량(1446∼1511)의 자는 자방(子房)이고, 본관은 함평(咸平)인데, 조선 연산군 3년(1497) 전라도 흥양(興陽)에 왜변이 일어났을 때 녹도(鹿島) 만호(萬戶)로 기용되어 적을 대파하고 많은 적병을 참살하였다. 그 공으로 당상관의 품계인 가선대부(嘉善大夫, 종 2품)에 특진됨과 동시에 일약 전라좌수사로 발탁되었다. 그런데 전라좌수영 남쪽에 작은 섬이 하나 있었는데 이 섬과 돌산도 간의 해로(海路)를 차단하는 대역사를 단행하였으니, 깊은 바닷속에 바윗돌을 쌓아 수중성(水中城)을 구축함으로써 왜적들은 물론 어떠한 선박도 이곳을 통과할 수 없게 되었다고 한다. 그 후 이 수중성을 ‘장군성(將軍城)’, 혹은 ‘이량장군방왜축제(李良將軍防倭築堤)’라 칭하면서부터 섬의 이름도 자연히 ‘장군도(將軍島)’라 부르게 되었다고 한다.
이량장군방왜축제비는 조선 숙종 36년(1710)에 세운 비를 영조 11년(1735)에 중수한 비로 조선시대 초기(1497년)에 왜구 방어용으로 쌓은 수중석성 축제(築堤) 기념비이며, 조선초기 관방사를 알 수 있는 국방유적에 대한 연혁과 관련 인물의 행적을 알 수 있어 역사적· 학술적 가치가 있다.

## 참고 문헌
- 여수이량장군방왜축제비 - 국가유산청 국가유산포털